# 15861 Ispahan
A 15861 Ispahan (ideiglenes jelöléssel 1996 HB12) a Naprendszer kisbolygóövében található aszteroida. Eric Walter Elst fedezte fel 1996. április 17-én.